# 小行星4176
小行星4176（英語：4176 Sudek）是一颗围绕太阳公转的小行星。1987年2月24日，安東寧·姆爾科斯在克列特发现了此天体。
这颗小行星的绝对星等为356.90195等。